# Leipäsaari (ö i Södra Savolax, Nyslott, lat 61,66, long 28,62)
Leipäsaari är en ö i Finland. Den ligger i sjön Pihlajavesi och i kommunen Nyslott i  landskapet Södra Savolax, i den sydöstra delen av landet, 260 km nordost om huvudstaden Helsingfors. Öns area är 5 hektar och dess största längd är 490 meter i sydöst-nordvästlig riktning.